# Río Wey (Dorset)
El río Wey es un corto río costero de la vertiente del canal de la Mancha del Reino Unido que discurre por el condado de Dorset, Inglaterra. Nace en Upwey, al pie de los South Dorset Downs, una serie de cerros de tiza que separan a Weymouth de Dorchester. La mayor parte de su curso se extiende por el área urbana de Weymouth, corriendo a través de los antiguos pueblos (ahora convertidos en suburbios de aquella localidad) de Upwey, Broadwey y Radipole. Atraviesa el lago Radipole y desemboca en el puerto de Weymouth. Tiene 9 km de longitud.
El río es de gran importancia ecológica y el lago Radipole constituye una reserva natural administrada por la Real Sociedad para la Protección de las Aves.